# Opsaridium splendens
Opsaridium splendens är en fiskart som beskrevs av Louis Taverne och De Vos, 1997. Opsaridium splendens ingår i släktet Opsaridium och familjen karpfiskar. IUCN kategoriserar arten globalt som otillräckligt studerad. Inga underarter finns listade i Catalogue of Life.